# José Martínez Cervera
José Antonio Martínez Cervera, detto José (Barcellona, 10 giugno 1983), è un ex calciatore spagnolo, di ruolo difensore.

## Carriera
Ha debuttato con la prima squadra del Girona nel 2007-2008, in terza serie, ottenendo la promozione in seconda serie. Nella stagione 2007-2008 gioca quindi le prime 34 partite in Segunda Division. Nella stagione 2008-2009 è ancora titolare, giocando 33 incontri di campionato. Nelle stagioni 2009-2010 e 2010-2011, invece, gioca meno di trenta partite: 29 incontri nella prima annata e 27 nella seconda.